# راس (صبر الموادم)

تعديل مصدري - تعديل

راس  هي إحدى قرى مديرية صبر الموادم بمحافظة تعز اليمنية، بلغ تعداد سكانها 699 نسمة حسب التعداد السكاني في اليمن في 2004.